# Laghetto di Muzzano
Laghetto di Muzzano är en sjö i Schweiz. Den ligger i den sydöstra delen av landet, 160 km sydost om huvudstaden Bern. Laghetto di Muzzano ligger 341 meter över havet. Arean är 0,21 kvadratkilometer. Den sträcker sig 0,6 kilometer i nord-sydlig riktning, och 0,6 kilometer i öst-västlig riktning.
I omgivningarna runt Laghetto di Muzzano växer i huvudsak blandskog. Runt Laghetto di Muzzano är det ganska tätbefolkat, med 160 invånare per kvadratkilometer.